# Rusce (gmina Bujanovac)
Rusce (cyr. Русце) – wieś w Serbii, w okręgu pczyńskim, w gminie Bujanovac. W 2002 roku liczyła 37 mieszkańców.